# دونالد روبرتس
دونالد روبرتس (بالإنجليزية: Donald Roberts)‏ هو سياسي أمريكي، ولد في 18 يوليو 1948. حزبياً، نشط في الحزب الجمهوري. وقد انتخب عضو مجلس نواب مونتانا.

## وصلات خارجية
- الموقع الرسمي